# Docstoc
Docstoc fue un repositorio de documentos electrónicos y tienda en línea, dirigido a la comunidad de los negocios pero la página fue cerrada en 2015. Los usuarios podían subir, compartir y vender sus propios documentos, o bien comprar documentos escritos por profesionales y/o abogados.

## Historia
Docstoc fue oficialmente lanzado en octubre del año 2007 por sus cofundadores Jason Nazar (DE) y Alon Shwartz (DT), un mes después de su debut en la conferencia TechCrunch40. Docstoc empezó como un sitio de almacenamiento de documentos (incluyendo los formatos .doc .pdf y .ppt) y solo los usuarios admitidos podían incrustar documentos en su blog, o bien en su sitio web. Docstoc anunció la salida de su versión beta el 13 de mayo de 2009. e introdujo variadas características nuevas, incluyendo la administración de los ingresos que ganan los usuarios a través de anuncios. Docstoc operaba de una manera superficialmente similar a otros sitios, siendo incluso comparado con Scribd pero el énfasis estaba en la documentación técnica, legal y de negocios. Comúnmente su uso era subir informes y/o documentos empresariales, financieros, legales o de otro ámbito. La compañía se expandió rápidamente en 2011, empleando a más de 30 personas en este punto.

## Competidores
Docstoc tuvo competencia con los siguientes sitios web:
- Calameo
- Payloadz
- Scribd
- SlideShare